# Леонардо Вінчі
Леонардо Вінчі (італ. Leonardo Vinci; близько 1690, Стронголі — 27 травня 1730, Неаполь) — італійський композитор епохи бароко, видатний представник неаполітанської оперної школи. 

## Біографія
Вивчав музику в неаполітанській консерваторії Повері-ді-Джезу-Крісто (Conservatorio dei Poveri di Gesù Cristo), де навчався у композитора Гаетано Греко. «Сліпий-удавальник» («Lo Cecato fauzo»; Неаполь, 1719) — перша опера на неаполітанському діалекті. Найбільш відома рання опера — комедія «Li zite 'n galera» (Неаполь, 1722; традиційно перекладається як «Дівчата на галері», проте вірніше буде перекласти назву як «Наречені на човні»). Одним з перших використовував тексти П'єтро Метастазіо для своїх опер. Всього написав понад 25 опер, у тому числі «Катон в Утиці» (Рим, 1728; з неї дотепер популярна арія «Confusa, smarrita») і «Упізнана Семіраміда» («Semiramide riconosciuta»; Рим, 1729). Також залишив твори духовної музики (ораторії, кантати та ін.). «Артаксеркс» («Artaserse») — найбільш успішний твір композитора (особливо популярна звідти арія «Vo solcando» в кінці I дії), після написання якого, він раптовою помер. Обставини смерті Вінчі не з'ясовані. Сучасний дослідник К. Маркстром допускає, що композитор був отруєний чоловіком-рогоносцем, з дружиною якого Вінчі необачно вступив в любовний зв'язок. 
Опера «Артаксеркс», відновлена в наші дні, вперше була представлена публіці 4 лютого 1730 року в «Teatro delle Dame» (до наших днів не зберігся) в Римі. Примітний той факт, що після римської прем'єри «Артаксеркс» утримувався в репертуарі різних європейських театрів ще більше 10 років. 

## Творчість
На противагу пануючому бароковому оперному стилю, який представляв Алессандро Скарлатті, Вінчі встановив цілий ряд нових особливостей (проста й витончена мелодія, тематичний контраст, значне зниження ролі поліфонії та ін.), характерних для передкласичного стилю. Ця тенденція була сприйнята композиторами-сучасниками, що прагнули оновити «стару» оперу. 

### Опери
Примітка. В дужках вказана дата прем'єри. 
- Сліпий-удавальник (Lo cecato fauzo, 1719)
- Lo scagno (1720)
- Lo scassone (1720)
- Lo castiello sacchiato (1720)
- Барон з Троккі (Lo Barone di Trocchia, 1721)
- Дон Чіччо (Don Ciccio, 1721)
- Наречені на човні (Li zite 'n galera, 1722)
- Свято Вакха (La festa di Bacco, (1722)
- Лабіринт (Lo labborinto, 1723)
- Сулла-диктатор (Silla dittatore, 1723)[11]
- Фарнак (Farnace; 1-а ред., 1724; 2-а ред., 1729)
- Вірна дружина (La mogliera fedele, 1724)
- Геракл (Eraclea, 1724)
- Партенопа (Partenope; ін. назва La Rosmira fedele, 1725)
- Астіанакт (L'Astianatte, 1725)
- Покинута Дідона (Didone abbandonata, 1726)
- Сир, цар Персії (Siroe, Re di Persia, 1726)
- Ернелінда (Ernelinda, 1726; ін. назва: La fede tradita e vendiciata)
- Сигізмунд, цар Польщі (Gismondo, Re di Polonia, 1727; ін. назва: Il vincitor generoso)
- Падіння децемвірів (La caduta dei Decemviri, 1727)
- Катон в Утиці (Catone in Utica, 1728)
- Медей (Medo, 1728)
- Упізнана (викрита) Семіраміда (La Semiramide riconosciuta, 1729)
- Александр в Індії (Alessandro nell'Indie, 1729)
- Суперечка богів (La contesa de 'numi, 1729)
- Максиміан (Massimiano, 1729)
- Артаксеркс (Artaserse 1730)

### Частково збереглися / втрачені опери
- Публій Корнелій Сципіон (Publio Cornelio Scipione, 1722)
- Іфігенія в Тавриді (Ifigenia in Tauride, 1725)
- Тріумф Камілли (Il trionfo di Camilla, 1725)
- Флавій Аніцій Олібрій (Flavio Anicio Olibrio, 1 728)